# Meinhard von Segeberg
Meinhard von Segeberg (* um 1130 bis 1140; † 14. August oder 11./12. Oktober 1196) war der erste Bischof von Livland in Uexküll. Ende des 14. Jahrhunderts wurden seine sterblichen Überreste im Mariendom von Riga beigesetzt.

## Vorgeschichte der Mission in Livland
Erzbischof Adalbert von Bremen-Hamburg hatte aufgrund seiner Missionserfolge in Schweden Hiltin, den Abt des thüringischen Klosters Goseck, zum Predigtbischof für Livland mit dem Sitz im schwedischen Birka bestellt. Dieser erste Missionsversuch für Livland währte nur von 1062 bis 1064. Die Fortsetzung dieser Mission verbot sich wegen der Schwierigkeiten mit den Wenden an der südlichen Ostseeküste.

## Die Mission Meinhards

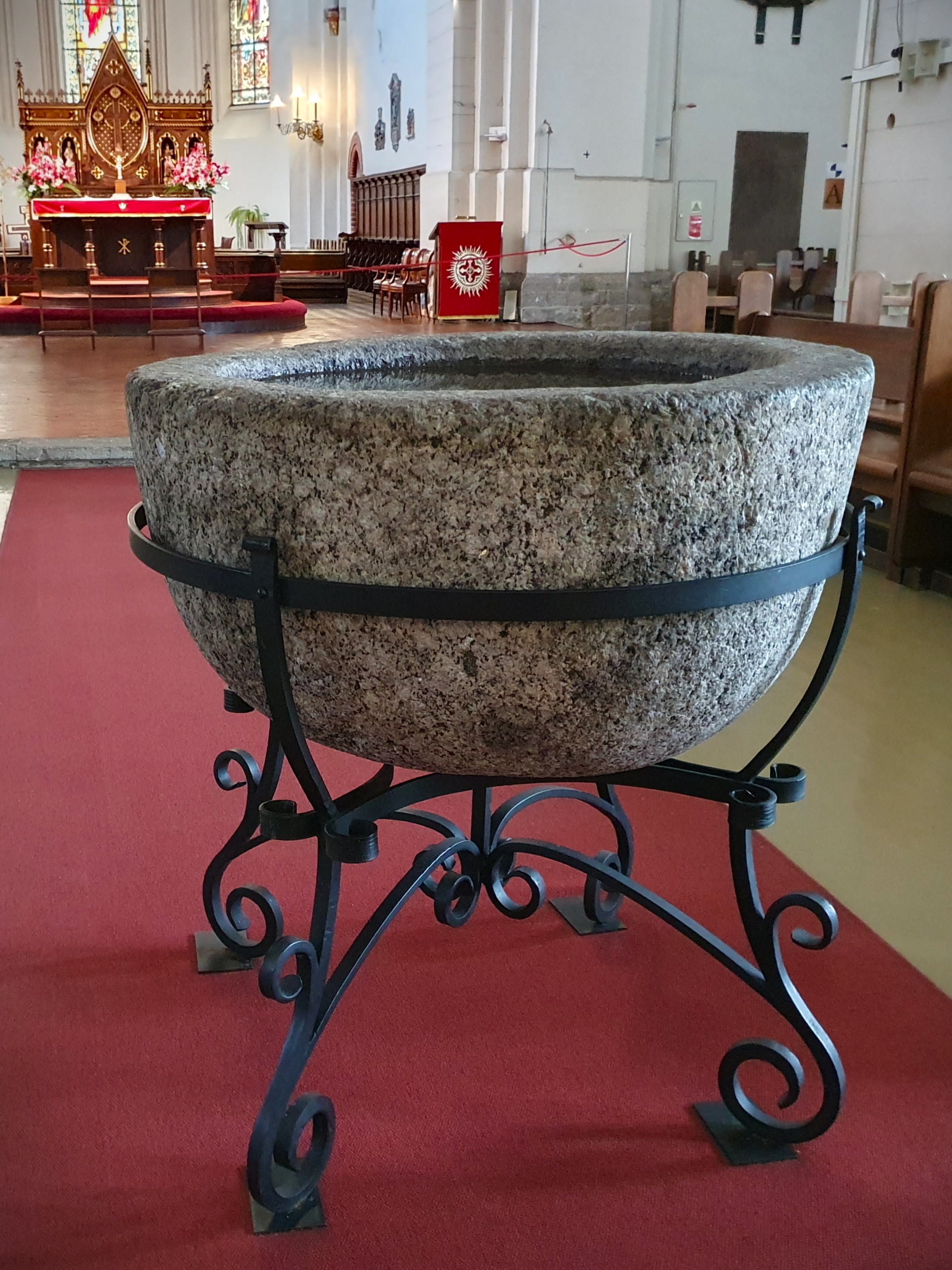
Taufbecken Meinhards

Meinhard war im Augustinerkloster Segeberg unter dem Eindruck der holsteinischen Missionstätigkeit Vizelins und seines Nachfolgers Bischof Gerold zum Kanonikus erzogen worden. 1184 verließ er das Kloster Segeberg um die ostseefinnischen Liven zu missionieren. Beim Antritt seiner Mission war Meinhard zwischen 50 und 60 Jahre alt. Nach der Darstellung der Chronik Heinrichs von Lettland kann man davon ausgehen, dass Meinhard im Grundsatz eine friedliche Missionsintention hatte. Seine Missionsmethoden waren mehr durch das Wort als von Gewalt geprägt. Meinhard errichtete noch im Jahre seiner Ankunft 1184 eine hölzerne Kirche in Üxküll. Mit Zustimmung des Großfürsten von Polozk ließ er 1185 ebenfalls in Üxküll stromaufwärts der Düna von Steinmetzen und Bauleuten aus Gotland die erste steinerne Burg Livlands erbauen. Im darauf folgenden Jahr ließ er auch in Holme eine Burg errichten. Die Burgen dienten den Livländern als Schutz vor äußeren Angriffen, veränderten aber auch die örtliche Herrschaftsstruktur. Lediglich ein Fünftel der Burg in Üxküll war in Meinhards Besitz. 1186 wurde Meinhard durch den Bremer Erzbischof Hartwig II. (1184–1207) zum ersten Bischof von Livland geweiht, war dem Erzbistum Bremen unterstellt und wurde in seinem Amt 1188 durch Papst Clemens III. bestätigt. Bald darauf trat er seine Rückreise nach Üxküll an, wobei er diesmal in Begleitung des Zisterziensers Theoderich von Treyden war, mit dem oft der Beginn der Schwertmission in Livland gleichgesetzt wird. Kurz vor dem Tod Meinhards erbaten die Liven einen Nachfolger. Dieser war der erfolglose Zisterzienserabt Berthold. Nach dessen Tod in der Kreuzfahrerschlacht an der Stelle des heutigen Riga übernahm daher schon 1199 Albert von Buxthoeven das Bistum. Erst Albert von Buxthoeven gelang die katholische Christianisierung Livlands. 1993 wurde Meinhard von Papst Johannes Paul II. heiliggesprochen.